# CHATMONCHY Tribute 〜My CHATMONCHY〜
『CHATMONCHY Tribute 〜My CHATMONCHY〜』（チャットモンチー トリビュート マイ チャットモンチー）は、日本のロックバンド・チャットモンチーのトリビュート・アルバム。2018年3月28日にKi/oon Music（Sony Music Labels）から発売された。

## 概要
チャットモンチーのバンド解散発表後のタイミングでリリースされた、初のトリビュート・アルバム。アルバムのもともとのタイトルは『CHATMONCHY Tribute 〜I Love CHATMONCHY〜』だったが、メンバーの橋本絵莉子と福岡晃子の「届いた音源から伝わる『これが私のチャットモンチーだ!』という熱い想いをタイトルにしたくなった」という思いを反映して『CHATMONCHY Tribute 〜My CHATMONCHY〜』にタイトルが変更された。 
参加アーティストは、チャットモンチーとスタッフが共同で検討してオファーし、川谷絵音、ギターウルフ、きのこ帝国、グループ魂、集団行動、CHAI、ねごと、Hump Back、People In The Box、フジファブリック、Homecomings、YOUR SONG IS GOOD、忘れらんねえよ、スチャダラパーの参加が決まった。さらに一般公募による参加アーティストのオーディションも行われ、645組に及ぶ応募の中から最優秀賞に選出された月の満ちかけ、ペペッターズの2組も参加している。参加アーティストは全16組となり、グループ魂の「恋愛スピリッツ」では、暴動こと宮藤官九郎の書き下ろしによるスナック「チャットモンチー」を舞台にしたコントに、橋本と福岡も参加している。
アルバムジャケットには白根ゆたんぽによる橋本と福岡をイラスト化したものが使用されている。 

## 収録曲
| 全作曲: 橋本絵莉子。 |                                                        |                                                 |            |                                         |                      |      |
| #                    | タイトル                                               | 作詞                                            | 作曲・編曲 | 編曲                                    | ストリングスアレンジ | 時間 |
| 1.                   | 「ハナノユメ」(歌と演奏：忘れらんねえよ)               | 高橋久美子                                      | 橋本絵莉子 | 忘れらんねえよ                          |                      | 4:07 |
| 2.                   | 「Make Up! Make Up!」(歌と演奏：CHAI)                  | 福岡晃子                                        | 橋本絵莉子 | CHAI                                    |                      | 2:40 |
| 3.                   | 「シャングリラ」(歌と演奏：ねごと)                     | 高橋久美子                                      | 橋本絵莉子 | 沙田瑞紀                                |                      | 4:17 |
| 4.                   | 「初日の出」(歌と演奏：People In The Box)              | 橋本絵莉子                                      | 橋本絵莉子 | People In The Box                       |                      | 3:53 |
| 5.                   | 「惚たる蛍」(歌と演奏：Homecomings)                    | 橋本絵莉子                                      | 橋本絵莉子 | Homecomings                             |                      | 5:08 |
| 6.                   | 「こころとあたま」(歌と演奏：ペペッターズ)             | 橋本絵莉子                                      | 橋本絵莉子 | ペペッターズ                            |                      | 4:04 |
| 7.                   | 「バスロマンス (Inst.)」(演奏：YOUR SONG IS GOOD)      | 高橋久美子                                      | 橋本絵莉子 | サイトウ"JxJx"ジュン、YOUR SONG IS GOOD |                      | 6:58 |
| 8.                   | 「きらきらひかれ」(歌と演奏：フジファブリック)         | 福岡晃子                                        | 橋本絵莉子 | フジファブリック                        |                      | 3:18 |
| 9.                   | 「世界が終わる夜に」(歌と演奏：集団行動)               | 福岡晃子                                        | 橋本絵莉子 | 真部脩一                                |                      | 4:49 |
| 10.                  | 「真夜中遊園地」(歌：川谷絵音)                         | 高橋久美子                                      | 橋本絵莉子 | 川谷絵音                                |                      | 4:27 |
| 11.                  | 「湯気」(歌と演奏：Hump Back)                          | 高橋久美子                                      | 橋本絵莉子 | Hump Back                               |                      | 3:25 |
| 12.                  | 「恋愛スピリッツ」(歌と演奏：グループ魂)               | 橋本絵莉子                                      | 橋本絵莉子 | グループ魂                              |                      | 5:53 |
| 13.                  | 「余談 (スチャットモンチー ver.)」(歌：スチャダラパー) | 橋本絵莉子、M.KOSHIMA、Y.MATSUMOTO、S.MATSUMOTO | 橋本絵莉子 | スチャダラパー                          |                      | 3:35 |
| 14.                  | 「染まるよ」(歌と演奏：きのこ帝国)                     | 福岡晃子                                        | 橋本絵莉子 | きのこ帝国                              |                      | 3:47 |
| 15.                  | 「小さなキラキラ」(歌と演奏：月の満ちかけ)             | 高橋久美子                                      | 橋本絵莉子 | 月の満ちかけ                            | 今井カズヤ           | 3:37 |
| 16.                  | 「東京ハチミツオーケストラ」(歌と演奏：ギターウルフ)   | 福岡晃子                                        | 橋本絵莉子 | ギターウルフ                            |                      | 2:55 |

## 演奏
ハナノユメ
- 柴田隆浩：Vocal, Guitar
- 梅津拓也：Bass, Chorus
- マシータ：Drums
- タナカヒロキ (LEGO BIG MORL)：Guitar, Chorus

Make Up! Make Up!
- マナ：Vocal, Keyboards
- カナ：Vocal, Guitar
- ユウキ：Bass, Chorus
- ユナ：Drums, Chorus

シャングリラ
- 蒼山幸子：Vocal, Chorus
- 沙田瑞紀：Guitar, Programming, Chorus
- 藤咲佑：Bass, Chorus
- 澤村小夜子：Drums, Chorus

初日の出
- 波多野裕文：Vocals, Guitars, Keyboards
- 福井健太：Bass
- 山口大吾：Drums

惚たる蛍
- 畳野彩加：Guitar, Vocal
- 福富優樹：Guitar
- 福田穂那美：Bass, Chorus
- 石田成美：Drums, Chorus

こころとあたま
- 広村康平：Guitar, Vocal
- 中西幸宏：Bass, Chorus
- 國乘豪：Drums, Chorus

バスロマンス
- サイトウ“JxJx”ジュン：Electric Piano, Melodica
- ヨシザワ“MAURICE”マサトモ：Guitar
- シライシ“JICHO”コウジ：Guitar
- ハットリ“SHORTY”ヤスヒコ：Trombone
- タカダ“DAATAKA”ヒロユキ：Bass
- タナカ“ZEERAY”レイジ：Drums
- 松井泉：Percussions

きらきらひかれ
- 山内総一郎：Vocal, Guitar
- 金澤ダイスケ：Keyboards
- 加藤慎一：Bass
- BOBO：Drums

世界が終わる夜に
- 齋藤里菜：Vocal
- 真部侑一：Guitar
- 西浦謙助：Drums
- micci：Bass
- 奥野大樹：Keyboards

真夜中遊園地
- 川谷絵音 (ゲスの極み乙女。、indigo la End)：Vocal
- 休日課長 (ゲスの極み乙女。、DADARAY)：Bass
- 佐藤栄太郎 (indigo la End)：Drums
- 景山奏 (Nabowa)：Guitar
- えつこ (DADARAY)：Vocal
- PARKGOLF：Synthesizer, Edit

湯気
- 林萌々子：Vocal, Guitar
- ぴか：Bass, Chorus
- 美咲：Drums, Chorus

恋愛スピリッツ
- 破壊：Vocal
- 暴動：Guitar
- バイト君：大道具
- 小園：Bass
- 石鹸：Drums
- 遅刻：Guitar
- 港カヲル：46歳
- 橋本絵莉子 (チャットモンチー)：ママ
- 福岡晃子 (チャットモンチー)：ホステス

余談
- ANI, Bose：Rap
- SHINCO：Track Making

染まるよ
- 佐藤千亜妃：Vocal, Guitar
- あーちゃん：Guitar
- 谷口滋昭：Bass
- 西村“コン”：Drums

小さなキラキラ
- 熊谷あすみ：Vocal
- 今井カズヤ：Keyboards, Strings Arrangement

東京ハチミツオーケストラ
- セイジ：Vocal, Guitar
- トオル：Drums
- ヒカル：Bass